# Wilson Mendonça
Wilson de Souza Mendonça (Recife, 18 juni 1964) is een voormalig Braziliaans voetbalscheidsrechter. Hij begon als arbiter in het zaalvoetbal en was FIFA-scheidsrechter van 1994 tot 2007. Hij was onder meer actief bij de Copa América 1999.

## Interlands
| Datum            | Wedstrijd                   | Uitslag | Competitie        | Kreeg geel | Kreeg voor de tweede keer geel en dus rood | Weggestuurd |
| ---------------- | --------------------------- | ------- | ----------------- | ---------- | ------------------------------------------ | ----------- |
| 29 juni 1995     | Brazilië – Polen            | 2 – 1   | Vriendschappelijk | 7          | 0                                          | 0           |
| 2 april 1997     | Paraguay – Colombia         | 2 – 1   | WK-kwalificatie   | 2          | 0                                          | 2           |
| 16 november 1997 | Chili – Bolivia             | 3 – 0   | WK-kwalificatie   | 4          | 0                                          | 3           |
| 4 februari 1998  | Mexico – Trinidad en Tobago | 4 – 2   | CONCACAF Gold Cup | 1          | 0                                          | 0           |
| 1 juli 1999      | Uruguay – Colombia          | 0 – 1   | Copa América      | 4          | 1                                          | 1           |
| 10 juli 1999     | Peru – Mexico               | 2 – 4   | Copa América      | 4          | 0                                          | 0           |
| 27 maart 2001    | Colombia – Bolivia          | 2 – 0   | WK-kwalificatie   | 4          | 0                                          | 0           |
| 5 september 2004 | Chili – Colombia            | 0 – 0   | WK-kwalificatie   | 5          | 1                                          | 3           |
| 9 oktober 2004   | Argentinië – Uruguay        | 4 – 3   | WK-kwalificatie   | 4          | 0                                          | 0           |
| 8 september 2005 | Colombia – Chili            | 1 – 1   | WK-kwalificatie   | 7          | 0                                          | 0           |
| 12 oktober 2005  | Uruguay – Argentinië        | 4 – 3   | WK-kwalificatie   | 8          | 0                                          | 0           |